# Жуль Б'янкі
Жуль Б'янкі (фр. Jules Bianchi; 3 серпня 1989, Ніцца, Франція — 17 липня 2015) — французький автогонщик. Дебютував у Формулі-1 у сезоні 2013 року за команду «Маруся».

## Загальна інформація
Автоспорт у сімействі Б'янкі став частиною життя задовго до народження Жуля. Так ще дід француза — Мауро Б'янкі — тричі ставав чемпіоном світу в класі GT, а його брат Люсьєн вигравав 24 години Ле-Мана і брав участь у 19 стартах в рамках ЧС Ф1 між 1959-м і 1968-м роками; одного разу потрапивши на подіум.
Жуль був хрещеним батьком Шарля Леклера.
Крім рідної французької, Жуль володів італійською та англійською мовами.

## Спортивна кар'єра

### Перші роки
Як і більшість гонщиків свого покоління, Жуль починав свою кар'єру з картингових перегонів. У 2002—2006 роках француз проводить безліч гонок у різних міжнародних змаганнях. Серед головних досягнень можна відзначити титул чемпіона Франції в класі Юніор (2004), перемогу класі ICC міжнародної серії WSK, друге місце в кубку світу Формули-А (обидва — 2006) та ряд інших.
У 2007 році Б'янкі перебирається до більш серйозних серій. Основний упор був зроблений на національний чемпіонат 2-літрової Формули-Рено. Б'янкі одержує п'ять перемог у тринадцяти гонках і, загалом, виступає помітно сильніше і стабільніше всіх своїх конкурентів. Також Жуль проїжджає три етапи в Єврокубку цієї ж серії, де заробляє чотири сходи і лише одне попадання в Top10.
Наступним етапом кар'єри Жуля став перехід в євросерію Ф3, але Б'янкі ще повернувся до чемпіонатів, які проводились під егідою французького автовиробника: у 2009 році уродженець Ніцци проїхав етап 3,5-літрової першості в Монако.
Підписаний менеджерський контракт з Ніколя Тодтом, дозволив Жулю перейти в одну з найкращих команд євросерії тих років — «ART Grand Prix». Набравшись необхідного досвіду в компанії досвідчених помічників, Б'янкі вже по ходу дебютного сезону в чемпіонаті здобуває дві перемоги і займає третє місце в загальному заліку (впритул за віце-чемпіоном Едоардо Мортарою). Також по ходу цього сезону француз разом з командою вдало з'їздив до Бельгії на Masters Формули-3, де обійшовши багатьох сильних конкурентів (у тому числі чемпіона євросерії того року Ніко Гюлькенберга) Жуль отримав перемогу.
Набравшись досвіду в попередньому сезоні, француз перемагає в серії в 2009 році, взявши титул за дві гонки до кінця чемпіонату. У 20 гонках сезону здобуто 9 перемог. Також у цьому році Б'янкі узяв участь у зандвортському Masters і гран-прі Макао, де зміг домогтися лише четвертого та десятого місць.

### 2010-12

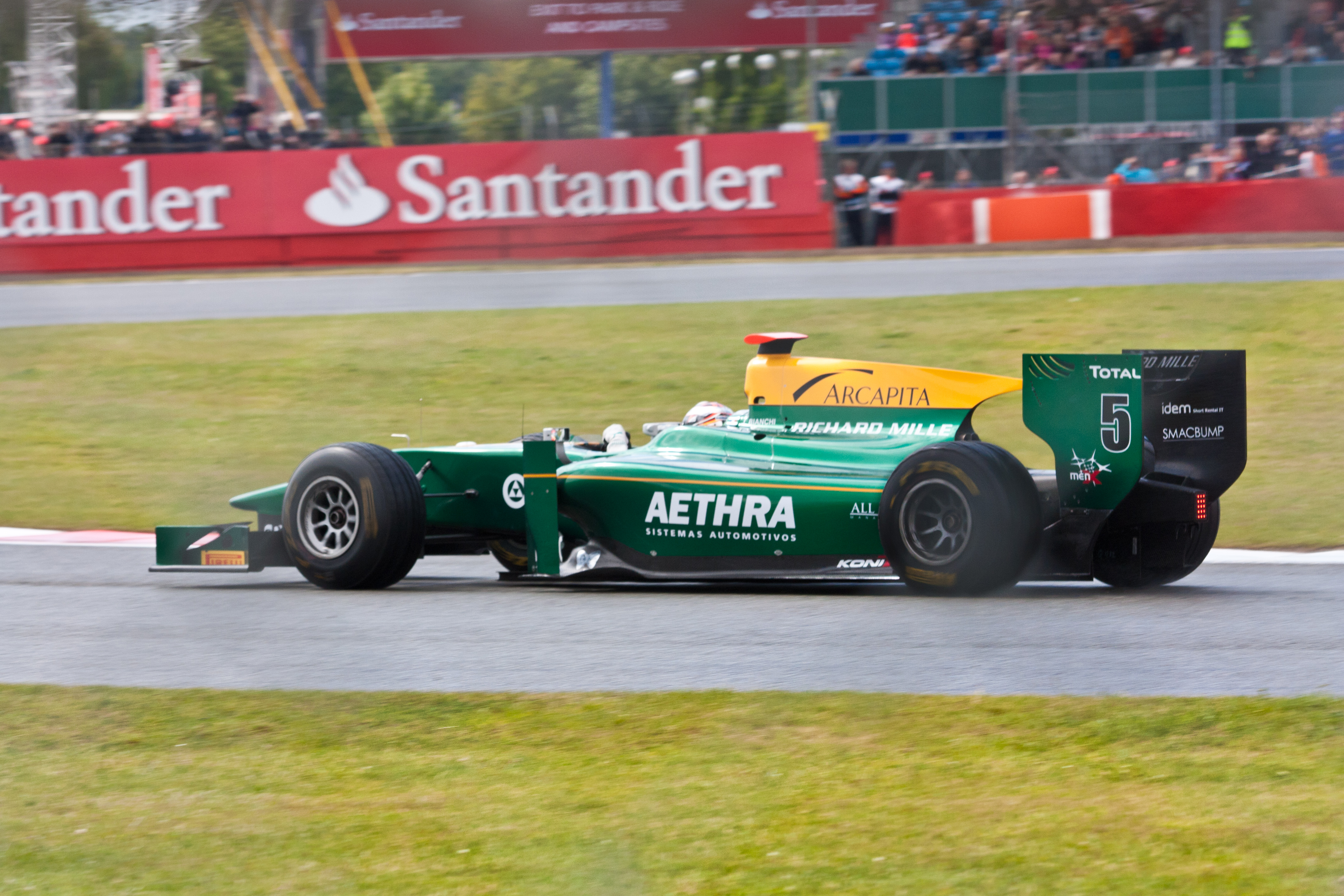
Б'янкі за кермом боліду команди «ART Grand Prix» у Сільверстоуні.

Проте сезон був визнаний вдалим і Жуль був переведений до команди «ART Grand Prix» у GP2. Звикання до машини було розпочато в лютому 2010 року, коли Б'янкі на шість гонок заявили в азійський чемпіонат. У своїй першій же гонці француз приїхав на подіум, а свою другу кваліфікацію виграв. На цьому успіхи в цій серії обмежилися.
В основній серії, після невдалого старту сезону (три фініши в очках у восьми гонках), Жуль поступово знайшов потрібну швидкість і стабільність і до середини липня відчутно покращив свої результати. Два поула і кілька вдалих гонок дозволяють йому підтягнутися до лідерів загального заліку, але липнева аварія на старті основної гонки етапу в Угорщині пригальмовує француза. Отриманий в тій аварії перелом другого поперекового хребця міг надовго вибити його з кокпіта «Dallara», але вже через чотири тижні Б'янкі отримав згоду лікарів і знову сів за кермо. Після повернення Б'янкі вдалося показати кілька вдалих гонок у своєму виконанні (у тому числі найвдаліший в сезоні етап в Монці), що дозволили пілоту за підсумками сезону зайняти третє місце в чемпіонаті.
Співпраця була визнана вдалою і контракт Жуля продовжили ще на сезон в обох серіях. Сезон в азійському чемпіонаті через антиурядові хвилювання в Бахрейні виявився стиснутим у півтора рази, але навіть у цих умовах Жуль зміг змусити себе і машину з самого початку їхати швидко і за підсумками чотирьох гонок зайняв друге місце в серії, трохи поступившись співвітчизникові Ромену Грожану. Сезон в основній першості також був проведений у боротьбі позаду свого співвітчизника. Вирішальними для Жуля стають гонки в Іспанії і в Монако, провальні результати в яких коштували йому балів і можливості поборотися за титул. Численні фініші на подіумі і в очках дозволили йому пізніше відіграти багато чого з втраченого тоді, але підсумковий результат виявився таким же, що й торішній — третє місце в особистому заліку. Від другого місця, що зайняв Лукі Філіппі француза відокремило лише одне очко.
У 2012 році, аби мати можливість бути резервним гонщиком команди «Форс Індія» і періодично брати участь у тренуваннях Гран-прі, Тодт переводить Б'янкі у Формулу-Рено 3.5. Накопичений досвід дозволив французові швидко зрозуміти можливості машини і стати одним з лідерів пелотона за швидкістю. Жуль проводить досить вдалий рік, виграє три гонки, але у фіналі сезону допускає кілька помилок, віддаючи титул чемпіона Робіну Фрейнсу з різницею всього в чотири очки.

### Формула-1

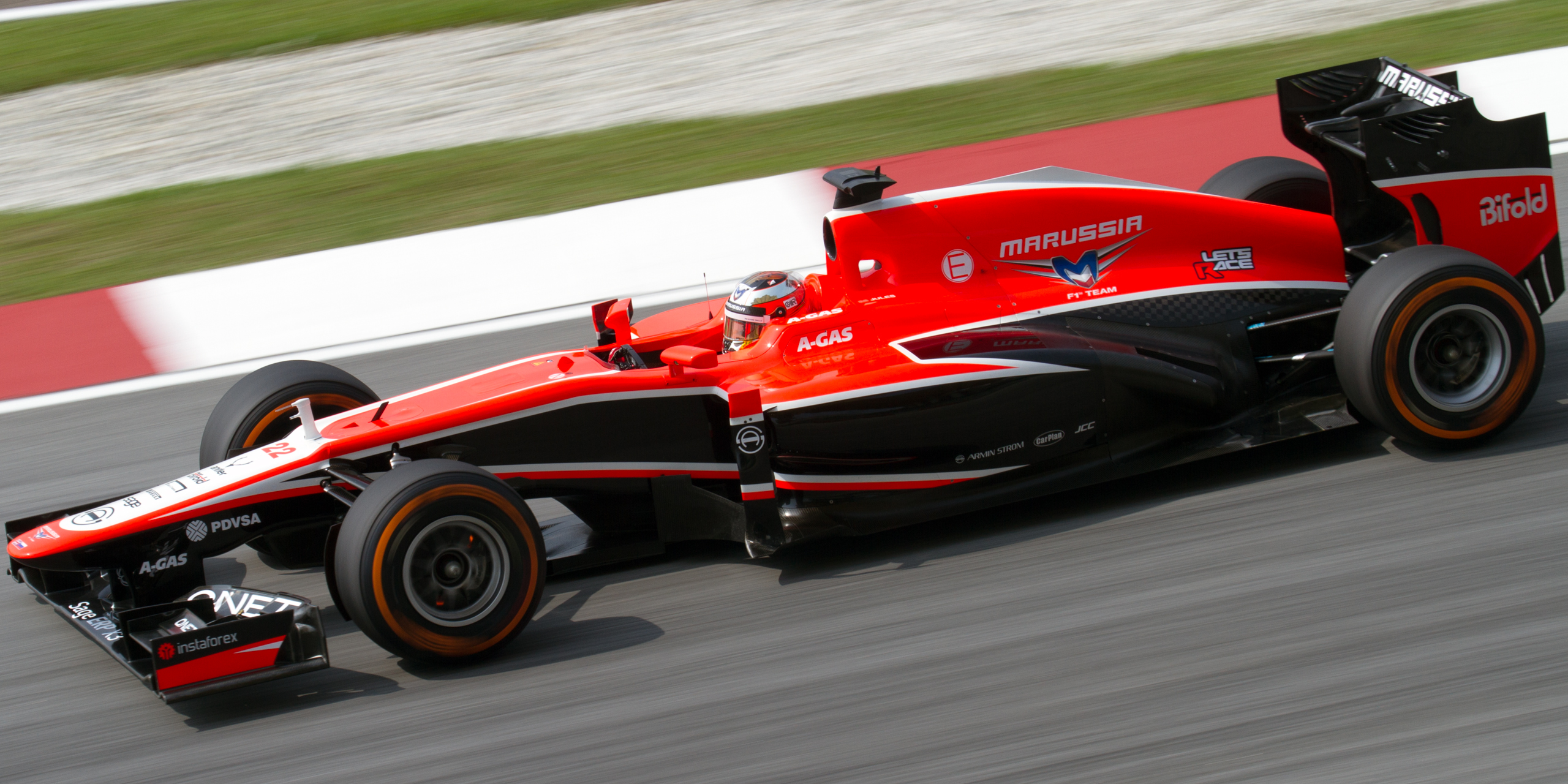
Б'янкі за керомом Marussia MR02 на Гран-прі Малайзії 2013.

У серпні 2009 року, після аварії Феліпе Масси під час етапу Формули-1 на Хунгароринзі, Б'янкі називався в числі його потенційних змінників, проте в результаті перевага була віддана більш досвідченим пілотам.
На початку грудня 2009 року Жуль тестував болід італійської команди на трасі Херес під час так званої «Тестової сесії для молодих гонщиків». За підсумками тієї тестової сесії «Феррарі» підписала з ним офіційний контракт учасника своєї молодіжної програми. 11 листопада 2010 року Жуль офіційно став третім пілотом італійської команди, змінивши на цьому місці Марка Жене, Джанкарло Фізікеллу і Луку Бадоера. Декількома днями пізніше Б'янкі провів за кермом боліда «Феррарі» тестову сесію в Абу-Дабі. Через рік Жуль знову брав участь у цих тестах.
У 2012 році Жуль паралельно з тестовою роботою в «Феррарі» також був п'ятничним тест-пілотом команди «Форс Індія». Через рік його менеджмент до останнього шукав місце бойового пілота, у результаті підписавши контракт з командою «Маруся».
Сезон 2013 року не приносить успіхів пілоту і найкращим його досягненням стає 13 місце на Гран-прі Малайзії, що однак, дозволяє випередити стайню свого прямого конкурента Кайтерем і зайняти друге з кінця місце у турнірній таблиці. Чемпіонат 2014 команда Жуля «Маруся» розпочинає із новими моторами і на Гран-прі Монако Жуль Б'янкі заробляє перші для себе та для команди очки опиняючись на 9 місці (пілот фінішував 8, проте через 5-секундний штраф був переміщений на позицію вище).

### Аварія
5 жовтня 2014 року, на Гран-прі Японії під час проходження 7 повороту (Dunlop Curve) (43 коло перегонів) траси Судзука болід Жуля Б'янкі зриває із траєкторії і, попри спробу пілота вирівняти машину, MR03 вилітає з траси та, на швидкості понад 200 км/год, врізається у трактор-підйомник, що у цей момент евакуює болід Адріана Сутіла, котрий врізався у відбійник колом раніше. Жулю діагностують дифузне аксональне ушкодження головного мозку, проводять операцію, він знаходиться у комі. Відразу ж після аварії ФІА починає розслідування інциденту.

### Смерть. Пам'ять.
Через дев'ять місяців після травми, у п'ятницю, 17 липня 2015 року Жюль Б'янкі помирає в університетській лікарні Ніцци так і не вийшовши з коми Поховальна церемонія відбувається 21 липня, у Ніцці, в соборі Святої Репарати. Віддати шану загиблому приїжджають його колеги — діючі і колишні гонщики Формули-1: Льюїс Гамільтон, Ніко Росберг, Себастьян Феттель, Феліпе Масса, Ніко Хюлькенберг, Ален Прост, Дженсон Баттон та цілий ряд інших , а також президент ФІА Жан Тодт. На першому після смерті Жуля Гран-прі пам'ять загиблого вшанували хвилиною мовчання. Пілоти та члени сім'ї Жуля стали в коло склавши свої шоломи в центрі. Себастьян Феттель й Данило Квят, що здобувають на цьому етапі перше та друге місця відповідно присвячують свої успіхи Жулю Б'янкі.

## Результати виступів

### Результати виступів у Формулі-1
| Приклад      | Опис                                                              |
| ------------ | ----------------------------------------------------------------- |
| 1            | Переможець                                                        |
| 2            | Друге місце                                                       |
| 3            | Третє місце                                                       |
| 5            | Фінішував у очковій зоні                                          |
| 12           | Фінішував поза очковою зоною                                      |
| НКЛ          | Фінішував, але не класифікований                                  |
| Схід         | Не фінішував і не класифікований                                  |
| НКВ          | Не кваліфікований                                                 |
| НПКВ         | Не передкваліфікований                                            |
| ДСК          | Дискваліфікований                                                 |
| ТТР          | Брав участь тільки в тренуваннях                                  |
| тест         | Тестер по п'ятницях (з 2003 року)                                 |
| НС           | Брав участь у Гран-прі як бойовий пілот, але не стартував у гонці |
| Т            | Травмований чи хворий                                             |
| Викл         | Виключений із протоколу                                           |
| Від          | Відмова від участі                                                |
| НТР          | Не брав участі в тренуваннях                                      |
| НПР          | Не прибув на Гран-прі                                             |
| С            | Гонка скасована                                                   |
|              | Не брав участі                                                    |
| Жирний шрифт | Поул-позиція                                                      |
| Курсив       | Швидке коло                                                       |

| Рік  | Команда          | Шасі          | Двигун                     | 1       | 2        | 3        | 4      | 5        | 6        | 7        | 8        | 9        | 10       | 11       | 12      | 13       | 14     | 15       | 16       | 17     | 18       | 19     | 20  | Місце | Очки |
| ---- | ---------------- | ------------- | -------------------------- | ------- | -------- | -------- | ------ | -------- | -------- | -------- | -------- | -------- | -------- | -------- | ------- | -------- | ------ | -------- | -------- | ------ | -------- | ------ | --- | ----- | ---- |
| 2012 | Marussia F1 Team | Marussia MR01 | Cosworth CA2012 V8         | АВС     | МАЛ      | КИТ тест | БАХ    | ІСП тест | МОН      | КАН      | ЄВР тест | ВЕЛ тест | НІМ тест | УГО тест | БЕЛ     | ІТА тест | СІН    | ЯПО      | КОР тест | ІНД    | АБУ тест | США    | БРА | —     | —    |
| 2013 | Marussia F1 Team | Marussia MR02 | Cosworth CA2013 V8         | АВС 15  | МАЛ 13   | КИТ 15   | БАХ 19 | ІСП 18   | МОН Схід | КАН 17   | ВЕЛ 16   | НІМ Схід | УГО 16   | БЕЛ 18   | ІТА 19  | СІН 18   | КОР 16 | ЯПО Схід | ІНД 18   | АБУ 20 | США 18   | БРА 17 |     | 19    | 0    |
| 2014 | Marussia F1 Team | Marussia MR03 | Ferrari 059/3 1.6 V6 turbo | AUS НКВ | MAL Схід | BHR 16   | CHN 17 | ESP 18   | MON 9    | CAN Схід | AUT 15   | GBR 14   | GER 15   | HUN 15   | BEL 18† | ITA 18   | SIN 16 | JPN 20†  | RUS      | USA    | BRA      | ABU    |     | 17    | 2    |

† Пілот не зміг завершити перегони, але був класифікований, подолавши понад 90 % дистанції.